# Simulium udomi
Simulium udomi es una especie de insecto del género Simulium, familia Simuliidae, orden Diptera.

## Distribución
Se distribuye por Tailandia.

## Taxonomía
Fue descrita científicamente por Takaoka & Choochote, 2006.